# Chris Sabin
Joshua Harter (4 lutego 1982 w Pinckney) – amerykański wrestler, występujący pod pseudonimem ringowym Chris Sabin. W latach 2003–2014 oraz od 2019 r. pracuje w amerykańskiej federacji Total Nonstop Action Wrestling (TNA), gdzie jednokrotnie zdobył tytuł TNA World Heavyweight, dziesięciokrotnie TNA/Impact X Division oraz trzykrotnie TNA/Impact World Tag Team z Alexem Shelleyem. W latach 2003–2010 i 2015–2019 rywalizował w Ring of Honor, zdobywając jednokrotnie tytuł ROH World Tag Team z Alexem Shelleyem. Walczył także w japońskich federacjach, m.in. w New Japan Pro-Wrestling.

## Kariera wrestlera
Znalazłszy się pod skrzydłami trenera Scotta D’Amore, Harter zadebiutował w ringu w 2000 r. w kanadyjskiej federacji Border City Wrestling, następnie zaczął występy w licznych organizacjach sceny niezależnej. W 2003 r. zadebiutował w Total Nonstop Action Wrestling. W ciągu 11-letniej rywalizacji indywidualnej sięgnął jednokrotnie po mistrzostwo świata wagi ciężkiej (2013) oraz 8-krotnie po tytuł TNA X Division w latach 2003, 2004, 2006, 2007, 2013–2014. Odszedł z TNA w 2014 r., po czym powrócił w 2020 r. W 2023 r. po raz dziewiąty i dziesiąty zdobył tytuł X Division.
W latach 2003–2010, 2015–2019 walczył w Ring of Honor (ROH), natomiast w latach 2009–2010, 2015–2018 i od 2022 r. pracuje w japońskiej organizacji New Japan Pro-Wrestling (NJPW). Od początku kariery występuje także w wielu federacjach sceny niezależnej.
W 2006 r. Sabin połączył siły z Alexem Shelleyem, tworząc tag team o nazwie The Motor City Machine Guns. Wspólnie zdobyli, m.in. 3-krotnie tytuły TNA/Impact World Tag Team (2010, 2020, 2022), ROH World Tag Team (2017), IWGP Junior Heavyweight Tag Team (2009) i NJPW STRONG Openweight Tag Team (2022).

## Mistrzostwa i osiągnięcia
- All American Wrestling
  - AAW Tag Team Championship (1x) – z Alexem Shelleyem[11]
- All Japan Pro Wrestling
  - AJPW Junior League (2007)
- The Baltimore Sun
  - Tag Team of the Year (2010) – z Alexem Shelleyem
- Blue Water Championship Wrestling
  - BWCW Cruiserweight Championship (1x)[11]
- Border City Wrestling
  - BCW Can-Am Television Championship (2x)[11]
  - Pro Wrestler of the Year (2007)
- Destiny Wrestling
  - Destiny Wrestling World Tag Team Championship (1x) – z Alexem Shelleyem
- Discovery Wrestling
  - Y Division Championship (1x)
  - Y Division Title Tournament (2015)
- Game Changer Wrestling
  - GCW Tag Team Championsip (1x) – z Alexem Shelleyem[11]
- Great Lakes All-Pro Wrestling
  - GLAPW Junior Heavyweight Championship (1x)[11]
- International Wrestling Cartel
  - IWC Super Indy Championship (1x)[11]
  - Super Indy Tournament (2004)
- Maryland Championship Wrestling
  - MCW Cruiserweight Championship (2x)[11]
- Maximum Pro Wrestling
  - MXPW Cruiserweight Championship (2x)
  - MXPW Television Championship (1x)[11]
- Michigan Marquee Wrestling Association
  - MMWA Marquee Heavyweight Championship (1x)[11]
- New Japan Pro-Wrestling
  - IWGP Junior Heavyweight Tag Team Championship (1x) – z Alexem Shelleyem
  - Strong Openweight Tag Team Championship (1x) – z Alexem Shelleyem
- NWA Florida
  - Jeff Peterson Memorial Cup (2005)[11]
- NWA Great Lakes
  - NWA Great Lakes Heavyweight Championship (1x)[11]
- Pro Wrestling Illustrated
  - PWI Tag Team of the Year (2010) – z Alexem Shelleyem
  - PWI umieściło go na 28. miejscu rankingu wrestlerów PWI Top 500 w 2007 r.
- Pro Wrestling Zero1
  - NWA International Lightweight Tag Team Championship (1x) – z Alexem Shelleyem
- Ring of Honor
  - ROH World Tag Team Championship (1x) – z Alexem Shelleyem
- Total Nonstop Action Wrestling/Impact Wrestling
  - TNA World Heavyweight Championship (1x)
  - TNA/Impact World Tag Team Championship (3x) – z Alexem Shelleyem
  - TNA/Impact X Division Championship (10x)
  - Super X Cup (2003)[11]
  - World X Cup (2004) – z Jerrym Lynnem, Elixem Skipperem i Christopherem Danielsem
  - World X Cup (2006) – z Alexem Shelleyem, Jayem Lethalem i Sonjayem Duttem
  - Gauntlet for the Gold (2008 – Tag Team) – z Alexem Shelleyem
  - TNA Triple Crown Champion
  - Impact Year End Awards (5x):
    - Match of the Year (2003) przeciwko Frankiemu Kazarianowi i Michaelowi Shane’owi, 20 sierpnia 2003 r.
    - Memorable Moment of the Year (2003) – Pierwsza walka Ultimate X
    - Tag Team of the Year (2007) z Alexem Shelleyem
    - Moment of the Year (2020) – Powrót The Motor City Machine Guns na Slammiversary (2020), wspólnie z innymi powrotami i debiutami zawodników tej nocy
    - Men’s Tag Team of the Year (2022) z Alexem Shelleyem
- Twin City Wrestling
  - TCW Heavyweight Championship (1x)
- Ultimate Championship Wrestling
  - UCW Lightweight Championship (1x)
- World Wrestling All-Stars
  - WWA International Cruiserweight Championship (1x)
- Xtreme Intense Championship Wrestling
  - XICW Light Heavyweight Championship (1x)
  - XICW Tag Team Championship (1x) – z Truthem Martinim[11]
- Wrestling Observer Newsletter
  - Rookie of the Year (2003)
  - Worst Worked Match of the Year (2006) – TNA Reverse Battle Royal w TNA Impact!